# ماوريتسيو دونادوني
ماوريتسيو دونادوني (بالإيطالية: Maurizio Donadoni)‏ هو ممثل إيطالي، ولد في 7 يناير 1958 ببيرغامو في إيطاليا.

## وصلات خارجية
- ماوريتسيو دونادوني على موقع IMDb (الإنجليزية)
- ماوريتسيو دونادوني على موقع قاعدة بيانات الأفلام العربية
- ماوريتسيو دونادوني على موقع ألو سيني (الفرنسية)
- ماوريتسيو دونادوني على موقع أول موفي (الإنجليزية)
- ماوريتسيو دونادوني على موقع قاعدة بيانات الأفلام السويدية (السويدية)
- ماوريتسيو دونادوني على موقع قاعدة بيانات الفيلم (الإنجليزية)
- ماوريتسيو دونادوني على موقع كينوبويسك (الروسية)